# Valeriana clematitis
Valeriana clematitis är en kaprifolväxtart som beskrevs av Carl Sigismund Kunth. Valeriana clematitis ingår i släktet vänderötter, och familjen kaprifolväxter. Inga underarter finns listade i Catalogue of Life.